# Condorcanqui (província)
Condorcanqui é uma província do Peru localizada na região de Amazonas. Sua capital é a cidade de Santa María de Nieva.

## Distritos da província
- El Cenepa
- Nieva
- Rio Santiago